# 8.ª etapa del Tour de Francia 2021
La 8.ª etapa del Tour de Francia 2021 tuvo lugar el 3 de julio de 2021 entre Oyonnax y Le Grand-Bornand sobre un recorrido de 150,8 km y fue ganada por el belga Dylan Teuns del equipo Bahrain Victorious. El esloveno Tadej Pogačar del equipo UAE Emirates se convirtió en el nuevo líder de la prueba.

## Clasificación de la etapa
| Oyonnax - Le Grand-Bornand | etapa de montaña | (150,8 km) |

| \| Clasificación de la etapa \| Clasificación de la etapa \| Clasificación de la etapa \| Clasificación de la etapa \| Clasificación de la etapa \| \| Ciclista \| Ciclista \| Equipo \| Tiempo \| \| \| ------------------------- \| ------------------------- \| ------------------------- \| ------------------------- \| ------------------------- \| \| 1.º \| Dylan Teuns \| Bahrain Victorious \| 3 h 54 min 41 s \| \| \| 2.º \| Ion Izagirre \| Astana-Premier Tech \| + 44 s \| \| \| 3.º \| Michael Woods \| Israel Start-Up Nation \| + 47 s \| \| \| 4.º \| Tadej Pogačar \| UAE Team Emirates \| + 49 s \| \| \| 5.º \| Wout Poels \| Bahrain Victorious \| + 2 min 33 s \| \| \| 6.º \| Simon Yates \| BikeExchange \| + 2 min 43 s \| \| \| 7.º \| Aurélien Paret-Peintre \| AG2R Citroën Team \| + 3 min 03 s \| \| \| 8.º \| Guillaume Martin \| Cofidis \| + 3 min 03 s \| \| \| 9.º \| Mattia Cattaneo \| Deceuninck-Quick Step \| + 4 min 07 s \| \| \| 10.º \| Jonas Vingegaard \| Jumbo-Visma \| + 4 min 09 s \| \| |                        |                        |                 |
| |                        |                        |                 |
| Fuente: ProCyclingStats |                        |                        |                 |
| Clasificación de la etapa |                        |                        |                 |
| Ciclista | Ciclista               | Equipo                 | Tiempo          |
| 1.º | Dylan Teuns            | Bahrain Victorious     | 3 h 54 min 41 s |
| 2.º | Ion Izagirre           | Astana-Premier Tech    | + 44 s          |
| 3.º | Michael Woods          | Israel Start-Up Nation | + 47 s          |
| 4.º | Tadej Pogačar          | UAE Team Emirates      | + 49 s          |
| 5.º | Wout Poels             | Bahrain Victorious     | + 2 min 33 s    |
| 6.º | Simon Yates            | BikeExchange           | + 2 min 43 s    |
| 7.º | Aurélien Paret-Peintre | AG2R Citroën Team      | + 3 min 03 s    |
| 8.º | Guillaume Martin       | Cofidis                | + 3 min 03 s    |
| 9.º | Mattia Cattaneo        | Deceuninck-Quick Step  | + 4 min 07 s    |
| 10.º | Jonas Vingegaard       | Jumbo-Visma            | + 4 min 09 s    |

## Clasificaciones al final de la etapa

### Clasificación general(Maillot Jaune)
| \| Clasificación general \| Clasificación general \| Clasificación general \| Clasificación general \| Clasificación general \| \| Ciclista \| Ciclista \| Equipo \| Tiempo \| \| \| --------------------- \| --------------------- \| --------------------- \| --------------------- \| --------------------- \| \| 1.º \| Tadej Pogačar \| UAE Team Emirates \| 29 h 38 min 25 s \| \| \| 2.º \| Wout van Aert \| Jumbo-Visma \| + 1 min 48 s \| \| \| 3.º \| Alexéi Lutsenko \| Astana-Premier Tech \| + 4 min 38 s \| \| \| 4.º \| Rigoberto Urán \| EF Education-Nippo \| + 4 min 46 s \| \| \| 5.º \| Jonas Vingegaard \| Jumbo-Visma \| + 5 min 00 s \| \| \| 6.º \| Richard Carapaz \| Ineos Grenadiers \| + 5 min 01 s \| \| \| 7.º \| Wilco Kelderman \| Bora-Hansgrohe \| + 5 min 13 s \| \| \| 8.º \| Enric Mas \| Movistar Team \| + 5 min 15 s \| \| \| 9.º \| David Gaudu \| Groupama-FDJ \| + 5 min 52 s \| \| \| 10.º \| Pello Bilbao \| Bahrain Victorious \| + 6 min 41 s \| \| |                  |                     |                  |
| |                  |                     |                  |
| Fuente: ProCyclingStats |                  |                     |                  |
| Clasificación general |                  |                     |                  |
| Ciclista | Ciclista         | Equipo              | Tiempo           |
| 1.º | Tadej Pogačar    | UAE Team Emirates   | 29 h 38 min 25 s |
| 2.º | Wout van Aert    | Jumbo-Visma         | + 1 min 48 s     |
| 3.º | Alexéi Lutsenko  | Astana-Premier Tech | + 4 min 38 s     |
| 4.º | Rigoberto Urán   | EF Education-Nippo  | + 4 min 46 s     |
| 5.º | Jonas Vingegaard | Jumbo-Visma         | + 5 min 00 s     |
| 6.º | Richard Carapaz  | Ineos Grenadiers    | + 5 min 01 s     |
| 7.º | Wilco Kelderman  | Bora-Hansgrohe      | + 5 min 13 s     |
| 8.º | Enric Mas        | Movistar Team       | + 5 min 15 s     |
| 9.º | David Gaudu      | Groupama-FDJ        | + 5 min 52 s     |
| 10.º | Pello Bilbao     | Bahrain Victorious  | + 6 min 41 s     |

### Clasificación por puntos(Maillot Vert)
| Clasificación por puntos | Clasificación por puntos | Clasificación por puntos | Clasificación por puntos | Clasificación por puntos |
| Ciclista                 | Ciclista                 | Equipo                   | Puntos                   |                          |
| ------------------------ | ------------------------ | ------------------------ | ------------------------ | ------------------------ |
| 1.º                      | Mark Cavendish           | Deceuninck-Quick Step    | 168 pts                  |                          |
| 2.º                      | Michael Matthews         | BikeExchange             | 113 pts                  |                          |
| 3.º                      | Mathieu van der Poel     | Alpecin-Fenix            | 103 pts                  |                          |
| 4.º                      | Jasper Philipsen         | Alpecin-Fenix            | 102 pts                  |                          |
| 5.º                      | Nacer Bouhanni           | Arkéa-Samsic             | 99 pts                   |                          |
| 6.º                      | Sonny Colbrelli          | Bahrain Victorious       | 86 pts                   |                          |
| 7.º                      | Julian Alaphilippe       | Deceuninck-Quick Step    | 84 pts                   |                          |
| 8.º                      | Tadej Pogačar            | UAE Team Emirates        | 79 pts                   |                          |
| 9.º                      | Peter Sagan              | Bora-Hansgrohe           | 72 pts                   |                          |
| 10.º                     | Matej Mohorič            | Bahrain Victorious       | 62 pts                   |                          |

### Clasificación de la montaña(Maillot à Pois Rouges)
| Clasificación de la montaña | Clasificación de la montaña | Clasificación de la montaña | Clasificación de la montaña | Clasificación de la montaña |
| Ciclista                    | Ciclista                    | Equipo                      | Puntos                      |                             |
| --------------------------- | --------------------------- | --------------------------- | --------------------------- | --------------------------- |
| 1.º                         | Wout Poels                  | Bahrain Victorious          | 23 pts                      |                             |
| 2.º                         | Michael Woods               | Israel Start-Up Nation      | 16 pts                      |                             |
| 3.º                         | Dylan Teuns                 | Bahrain Victorious          | 12 pts                      |                             |
| 4.º                         | Matej Mohorič               | Bahrain Victorious          | 11 pts                      |                             |
| 5.º                         | Tadej Pogačar               | UAE Team Emirates           | 10 pts                      |                             |
| 6.º                         | Guillaume Martin            | Cofidis                     | 8 pts                       |                             |
| 7.º                         | Aurélien Paret-Peintre      | AG2R Citroën Team           | 8 pts                       |                             |
| 8.º                         | Nairo Quintana              | Arkéa-Samsic                | 6 pts                       |                             |
| 9.º                         | Sepp Kuss                   | Jumbo-Visma                 | 6 pts                       |                             |
| 10.º                        | Ide Schelling               | Bora-Hansgrohe              | 5 pts                       |                             |

### Clasificación del mejor joven(Maillot Blanc)
| Clasificación del mejor joven | Clasificación del mejor joven | Clasificación del mejor joven | Clasificación del mejor joven | Clasificación del mejor joven |
| Ciclista                      | Ciclista                      | Equipo                        | Tiempo                        |                               |
| ----------------------------- | ----------------------------- | ----------------------------- | ----------------------------- | ----------------------------- |
| 1.º                           | Tadej Pogačar                 | UAE Team Emirates             | 29 h 38 min 25 s              |                               |
| 2.º                           | Jonas Vingegaard              | Jumbo-Visma                   | + 5 min 00 s                  |                               |
| 3.º                           | David Gaudu                   | Groupama-FDJ                  | + 5 min 52 s                  |                               |
| 4.º                           | Aurélien Paret-Peintre        | AG2R Citroën Team             | + 7 min 33 s                  |                               |
| 5.º                           | Lucas Hamilton                | BikeExchange                  | + 31 min 48 s                 |                               |
| 6.º                           | Mark Donovan                  | Team DSM                      | + 35 min 20 s                 |                               |
| 7.º                           | Sergio Higuita                | EF Education-Nippo            | + 37 min 09 s                 |                               |
| 8.º                           | Neilson Powless               | EF Education-Nippo            | + 45 min 08 s                 |                               |
| 9.º                           | Brent Van Moer                | Lotto-Soudal                  | + 46 min 28 s                 |                               |
| 10.º                          | Dorian Godon                  | AG2R Citroën Team             | + 47 min 26 s                 |                               |

### Clasificación por equipos(Classement par Équipe)
| Clasificación por equipos | Clasificación por equipos | Clasificación por equipos | Clasificación por equipos |
| Equipo                    | Equipo                    | Tiempo                    |                           |
| ------------------------- | ------------------------- | ------------------------- | ------------------------- |
| 1.º                       | Bahrain Victorious        | 89 h 03 min 04 s          |                           |
| 2.º                       | Astana-Premier Tech       | + 15 min 34 s             |                           |
| 3.º                       | Jumbo-Visma               | + 18 min 27 s             |                           |
| 4.º                       | AG2R Citroën Team         | + 25 min 12 s             |                           |
| 5.º                       | Ineos Grenadiers          | + 28 min 49 s             |                           |
| 6.º                       | Trek-Segafredo            | + 38 min 31 s             |                           |
| 7.º                       | Team BikeExchange         | + 39 min 12 s             |                           |
| 8.º                       | EF Education-Nippo        | + 44 min 21 s             |                           |
| 9.º                       | Deceuninck-Quick Step     | + 47 min 21 s             |                           |
| 10.º                      | UAE Team Emirates         | + 53 min 09 s             |                           |

## Abandonos
Ninguno.